# Олденберг (Индијана)
Олденберг (енгл. Oldenburg) град је у америчкој савезној држави Индијана.

## Демографија
По попису из 2010. године број становника је 674, што је 27 (4,2%) становника више него 2000. године.
| Група             | 2000.       | 2010.       |
| Белци             | 639 (98,8%) | 655 (97,2%) |
| Афроамериканци    | 0 (0,0%)    | 1 (0,1%)    |
| Азијати           | 3 (0,5%)    | 0 (0,0%)    |
| Хиспаноамериканци | 1 (0,2%)    | 13 (1,9%)   |
| Укупно            | 647         | 674         |